# Härnösand Fotbollförening
O Härnösands FF é um clube de futebol da Suécia. Sua sede fica localizada em Härnösand.
Na temporada de 2023, o clube foi rebaixado para a Divisão 5 do futebol sueco.